# Higuera de Vargas
Higuera de Vargas é um município da Espanha na comarca de Llanos de Olivenza, província de Badajoz, comunidade autónoma da Estremadura, de área 67,6 km². Em 2021 tinha 1 930 habitantes (densidade: 28,6 hab./km²).
É o sétimo município de Espanha com mais de 1000 habitantes com menor taxa de renda bruta declarada, apenas 12 008 euros por ano por habitante.

## Demografia
| Variação demográfica do município entre 1991 e 2016 [carece de fontes?] | Variação demográfica do município entre 1991 e 2016 [carece de fontes?] | Variação demográfica do município entre 1991 e 2016 [carece de fontes?] | Variação demográfica do município entre 1991 e 2016 [carece de fontes?] | Variação demográfica do município entre 1991 e 2016 [carece de fontes?] |
| ----------------------------------------------------------------------- | ----------------------------------------------------------------------- | ----------------------------------------------------------------------- | ----------------------------------------------------------------------- | ----------------------------------------------------------------------- |
| 1991                                                                    | 1996                                                                    | 2001                                                                    | 2004                                                                    | 2016                                                                    |
| 3034                                                                    | 2360                                                                    | 2118                                                                    | 2167                                                                    | 2011                                                                    |